# ۱۳۰۸ (قمری)
۱۳۰۸ (قمری)، هزار و سیصد و هشتمین سال در گاهشماری هجری قمری است. اول محرم این سال برابر با هفدهم اوت سال ۱۸۹۰ میلادی است.

## وابسته
- احمد کسروی
- ناصرالدین شاه قاجار
- حسین مسرور
- سید ابوالحسن اصفهانی